# Sadullapur
Sadullapur (en bengali : সাদুল্লাপুর) est une upazila du Bangladesh dans le district de Gaibandha. En 1991, on y dénombrait 243 012 habitants.

## Administration
L'Upazila de Sadullapur est divisée en 11 union parishads : Bongram, Damodorpur, Dhaperhat, Faridpur, Idilpur, Jamalpur, Kamarpara, Khodkomor, Noldanga, Rasulpur et Vatgram. Les union parishads sont subdivisés en 166 mauzas et 169 villages.